# Lepidolaena palpebrifolia
Lepidolaena palpebrifolia là một loài rêu tản trong họ Lepidolaenaceae. Loài này được (Hook.) Dumort. ex Trevis. miêu tả khoa học lần đầu tiên năm 1877.